# Gran Premio motociclistico di Francia 2009
Il Gran Premio motociclistico di Francia 2009 corso il 17 maggio, è stato il quarto Gran Premio della stagione 2009 e ha visto vincere: Jorge Lorenzo in MotoGP, Marco Simoncelli nella classe 250 e Julián Simón nella classe 125.

## MotoGP

### Arrivati al traguardo
| Pos | Nº | Pilota           | Squadra                 | Motocicletta | Giri | Tempo     | Griglia | Punti |
| --- | -- | ---------------- | ----------------------- | ------------ | ---- | --------- | ------- | ----- |
| 1   | 99 | Jorge Lorenzo    | Fiat Yamaha             | Yamaha       | 28   | 47:52.678 | 2       | 25    |
| 2   | 33 | Marco Melandri   | Hayate Racing           | Kawasaki     | 28   | +17.710   | 9       | 20    |
| 3   | 3  | Dani Pedrosa     | Repsol Honda            | Honda        | 28   | +19.893   | 1       | 16    |
| 4   | 4  | Andrea Dovizioso | Repsol Honda            | Honda        | 28   | +20.455   | 5       | 13    |
| 5   | 27 | Casey Stoner     | Ducati Marlboro         | Ducati       | 28   | +30.539   | 3       | 11    |
| 6   | 7  | Chris Vermeulen  | Rizla Suzuki            | Suzuki       | 28   | +37.462   | 7       | 10    |
| 7   | 5  | Colin Edwards    | Monster Yamaha Tech 3   | Yamaha       | 28   | +40.191   | 6       | 9     |
| 8   | 65 | Loris Capirossi  | Rizla Suzuki            | Suzuki       | 28   | +45.421   | 8       | 8     |
| 9   | 52 | James Toseland   | Monster Yamaha Tech 3   | Yamaha       | 28   | +50.307   | 12      | 7     |
| 10  | 24 | Toni Elías       | San Carlo Honda Gresini | Honda        | 28   | +53.218   | 11      | 6     |
| 11  | 15 | Alex De Angelis  | San Carlo Honda Gresini | Honda        | 28   | +53.550   | 16      | 5     |
| 12  | 69 | Nicky Hayden     | Ducati Marlboro         | Ducati       | 28   | +56.647   | 13      | 4     |
| 13  | 72 | Yūki Takahashi   | Scot Racing             | Honda        | 28   | +56.688   | 15      | 3     |
| 14  | 14 | Randy de Puniet  | LCR Honda               | Honda        | 28   | +1:11.299 | 10      | 2     |
| 15  | 88 | Niccolò Canepa   | Pramac Racing           | Ducati       | 28   | +1:15.385 | 17      | 1     |
| 16  | 46 | Valentino Rossi  | Fiat Yamaha             | Yamaha       | 26   | +2 giri   | 4       |       |

### Ritirato
| Nº | Pilota      | Squadra       | Motocicletta | Giri | Griglia |
| -- | ----------- | ------------- | ------------ | ---- | ------- |
| 36 | Mika Kallio | Pramac Racing | Ducati       | 11   | 14      |

### Non qualificato
| Nº | Pilota        | Squadra                  | Motocicletta |
| -- | ------------- | ------------------------ | ------------ |
| 59 | Sete Gibernau | Grupo Francisco Hernando | Ducati       |

## Classe 250

### Arrivati al traguardo
| Pos | Nº | Pilota              | Squadra                 | Motocicletta | Giri | Tempo     | Griglia | Punti |
| --- | -- | ------------------- | ----------------------- | ------------ | ---- | --------- | ------- | ----- |
| 1   | 58 | Marco Simoncelli    | Metis Gilera            | Gilera       | 26   | 49:07.591 | 2       | 25    |
| 2   | 55 | Héctor Faubel       | Valencia CF - Honda SAG | Honda        | 26   | +18.128   | 10      | 20    |
| 3   | 15 | Roberto Locatelli   | Metis Gilera            | Gilera       | 26   | +21.642   | 9       | 16    |
| 4   | 19 | Álvaro Bautista     | Mapfre Aspar            | Aprilia      | 26   | +31.087   | 1       | 13    |
| 5   | 14 | Ratthapark Wilairot | Thai Honda PTT SAG      | Honda        | 26   | +50.497   | 12      | 11    |
| 6   | 35 | Raffaele De Rosa    | Scot Racing             | Honda        | 26   | +56.366   | 7       | 10    |
| 7   | 52 | Lukáš Pešek         | Auto Kelly - CP         | Aprilia      | 26   | +1:16.025 | 8       | 9     |
| 8   | 4  | Hiroshi Aoyama      | Scot Racing             | Honda        | 26   | +1:22.882 | 3       | 8     |
| 9   | 10 | Imre Tóth           | Toth Aprilia            | Aprilia      | 26   | +1:35.556 | 19      | 7     |
| 10  | 56 | Vladimir Leonov     | Viessmann Kiefer Racing | Aprilia      | 26   | +1:47.990 | 22      | 6     |
| 11  | 40 | Héctor Barberá      | Pepe World Team         | Aprilia      | 25   | +1 giro   | 11      | 5     |
| 12  | 17 | Karel Abraham       | Cardion AB Motoracing   | Aprilia      | 25   | +1 giro   | 15      | 4     |
| 13  | 53 | Valentin Debise     | CIP Moto - GP250        | Honda        | 25   | +1 giro   | 20      | 3     |
| 14  | 54 | Toby Markham        | C&L Racing              | Honda        | 25   | +1 giro   | 25      | 2     |

### Ritirati
| Nº | Pilota          | Squadra                     | Motocicletta | Giri | Griglia |
| -- | --------------- | --------------------------- | ------------ | ---- | ------- |
| 6  | Alex Debón      | Aeropuerto-Castello-Blusens | Aprilia      | 21   | 6       |
| 25 | Alex Baldolini  | WTR San Marino              | Aprilia      | 18   | 14      |
| 12 | Thomas Lüthi    | Emmi - Caffe Latte          | Aprilia      | 18   | 4       |
| 63 | Mike Di Meglio  | Mapfre Aspar                | Aprilia      | 10   | 5       |
| 75 | Mattia Pasini   | Toth Aprilia                | Aprilia      | 4    | 13      |
| 7  | Axel Pons       | Pepe World Team             | Aprilia      | 3    | 21      |
| 77 | Aitor Rodríguez | Milar - Juegos Lucky        | Aprilia      | 3    | 24      |
| 47 | Ángel Rodríguez | Balatonring Team            | Aprilia      | 2    | 16      |
| 48 | Shōya Tomizawa  | CIP Moto - GP250            | Honda        | 1    | 17      |
| 8  | Bastien Chesaux | Racing Team Germany         | Honda        | 0    | 23      |

### Non partito
| Nº | Pilota       | Squadra         | Motocicletta | Griglia |
| -- | ------------ | --------------- | ------------ | ------- |
| 16 | Jules Cluzel | Matteoni Racing | Aprilia      | 18      |

## Classe 125

### Arrivati al traguardo
| Pos | Nº | Pilota             | Squadra               | Motocicletta | Giri | Tempo     | Griglia | Punti |
| --- | -- | ------------------ | --------------------- | ------------ | ---- | --------- | ------- | ----- |
| 1   | 60 | Julián Simón       | Bancaja Aspar         | Aprilia      | 24   | 47:08.273 | 7       | 25    |
| 2   | 94 | Jonas Folger       | Ongetta Team I.S.P.A. | Aprilia      | 24   | +27.084   | 16      | 20    |
| 3   | 33 | Sergio Gadea       | Bancaja Aspar         | Aprilia      | 24   | +30.916   | 12      | 16    |
| 4   | 38 | Bradley Smith      | Bancaja Aspar         | Aprilia      | 24   | +31.530   | 6       | 13    |
| 5   | 73 | Takaaki Nakagami   | Ongetta Team I.S.P.A. | Aprilia      | 24   | +1:09.235 | 31      | 11    |
| 6   | 77 | Dominique Aegerter | Ajo Interwetten       | Derbi        | 24   | +1:12.223 | 4       | 10    |
| 7   | 29 | Andrea Iannone     | Ongetta Team I.S.P.A. | Aprilia      | 24   | +1:13.063 | 23      | 9     |
| 8   | 7  | Efrén Vázquez      | Derbi Racing          | Derbi        | 24   | +1:19.912 | 25      | 8     |
| 9   | 18 | Nicolás Terol      | Jack & Jones Team     | Aprilia      | 24   | +1:40.036 | 3       | 7     |
| 10  | 8  | Lorenzo Zanetti    | Ongetta Team I.S.P.A. | Aprilia      | 24   | +1:42.700 | 20      | 6     |
| 11  | 12 | Esteve Rabat       | Blusens Aprilia       | Aprilia      | 24   | +1:59.326 | 13      | 5     |
| 12  | 11 | Sandro Cortese     | Ajo Interwetten       | Derbi        | 23   | +1 giro   | 24      | 4     |
| 13  | 53 | Jasper Iwema       | Racing Team Germany   | Honda        | 23   | +1 giro   | 30      | 3     |
| 14  | 48 | Gregory Di Carlo   | Equipe de France      | Honda        | 23   | +1 giro   | 28      | 2     |
| 15  | 35 | Randy Krummenacher | Degraaf Grand Prix    | Aprilia      | 22   | +2 giri   | 17      | 1     |

### Ritirati
| Nº | Pilota           | Squadra                   | Motocicletta | Giri | Griglia |
| -- | ---------------- | ------------------------- | ------------ | ---- | ------- |
| 32 | Lorenzo Savadori | Fontana Racing            | Aprilia      | 16   | 21      |
| 17 | Stefan Bradl     | Viessmann Kiefer Racing   | Aprilia      | 14   | 8       |
| 45 | Scott Redding    | Blusens Aprilia           | Aprilia      | 13   | 2       |
| 71 | Tomoyoshi Koyama | Loncin Racing             | Loncin       | 10   | 9       |
| 10 | Luca Vitali      | CBC Corse                 | Aprilia      | 10   | 29      |
| 16 | Cameron Beaubier | Red Bull KTM Moto Sport   | KTM          | 8    | 11      |
| 69 | Lukáš Šembera    | Matteoni Racing           | Aprilia      | 8    | 18      |
| 93 | Marc Márquez     | Red Bull KTM Moto Sport   | KTM          | 8    | 1       |
| 14 | Johann Zarco     | WTR San Marino            | Aprilia      | 8    | 32      |
| 50 | Sturla Fagerhaug | Red Bull KTM Moto Sport   | KTM          | 6    | 33      |
| 6  | Joan Olivé       | Derbi Racing              | Derbi        | 5    | 5       |
| 44 | Pol Espargaró    | Derbi Racing              | Derbi        | 5    | 15      |
| 99 | Danny Webb       | Degraaf Grand Prix        | Aprilia      | 4    | 10      |
| 52 | Steven Le Coquen | Villiers Team Competition | Honda        | 4    | 22      |
| 24 | Simone Corsi     | Jack & Jones Team         | Aprilia      | 2    | 19      |
| 5  | Alexis Masbou    | Loncin Racing             | Loncin       | 2    | 14      |
| 36 | Cyril Carrillo   | TJP-TVX Racing            | Honda        | 1    | 27      |
| 87 | Luca Marconi     | CBC Corse                 | Aprilia      | 0    | 26      |

### Non qualificati
| Nº | Pilota           | Squadra      | Motocicletta |
| -- | ---------------- | ------------ | ------------ |
| 49 | Ornella Ongaro   | Xtrem Racing | Honda        |
| 66 | Matthew Hoyle    | Haojue Team  | Haojue       |
| 88 | Michael Ranseder | Haojue Team  | Haojue       |